# Castellfollit de Riubregós
Castellfollit de Riubregós és un municipi situat a la vall del Llobregós, comarca de l'Anoia pertanyent a l'Alta Segarra. Les festes locals són el 22 de gener, sant Vicenç d'Osca, i el 16 d'agost, sant Roc. El poble és d'origen medieval i nascut en terres de frontera, a redós d'un castell que encara avui s'alça majestuós i emblemàtic entre les seves pròpies ruïnes. L'economia del poble està basada en l'agricultura, la ramaderia i els serveis.

## Història
Tot i que dins el terme municipal s'han localitzat minses restes de prehistòria i es coneixen assentaments de l'època ibèrica i romana, el nucli actual de la vila no s'origina fins ben entrada l'edat mitjana, quan les necessitats estratègiques de l'època obliguen a la construcció del castell en els punts més alts del lloc on confluïen el camí Ral, que venia d'Igualada i anava cap a Ponts, i el camí de la Sal, que venia de Cardona i menava cap a Cervera. La fortalesa existia ja als voltants de l'any 1000 com a possessió dels comtes de Cerdanya (si no abans com a baluard del Califat de Còrdova), quan la frontera que els separava dels comtats catalans es trobava més al nord del país.

## Geografia
- Llista de topònims de Castellfollit de Riubregós (Orografia: muntanyes, serres, collades, indrets..; hidrografia: rius, fonts...; edificis: cases, masies, esglésies, etc)

## Comunicacions
S'hi accedeix per la carretera C-1412a, que enllaça l'A2 (antiga N-II) al terme de Jorba, amb Ponts, i té una connexió amb l'Eix Transversal (sortida 103). Les poblacions més properes seguint aquesta via són Calaf (10,2 km) on hi ha estació de tren i Torà de Riubregós (5,3 km).

## Demografia
| 1497 f | 1515 f | 1553 f | 1717 | 1787 | 1857 | 1877 | 1887 | 1900 | 1910 |
| ------ | ------ | ------ | ---- | ---- | ---- | ---- | ---- | ---- | ---- |
| 38     | 22     | 41     | 258  | 598  | 883  | 688  | 678  | 410  | 405  |

| 1920 | 1930 | 1940 | 1950 | 1960 | 1970 | 1981 | 1990 | 1992 | 1994 |
| ---- | ---- | ---- | ---- | ---- | ---- | ---- | ---- | ---- | ---- |
| 432  | 421  | 380  | 378  | 439  | 331  | 276  | 274  | 249  | 249  |

| 1996 | 1998 | 2000 | 2002 | 2004 | 2006 | 2008 | 2010 | 2012 | 2014 |
| ---- | ---- | ---- | ---- | ---- | ---- | ---- | ---- | ---- | ---- |
| 238  | 239  | 233  | 224  | 219  | 201  | 192  | 197  | 184  | 177  |

| 2016 | 2018 | 2020 | 2022 | 2024 | 2026 | 2028 | 2030 | 2032 | 2034 |
| ---- | ---- | ---- | ---- | ---- | ---- | ---- | ---- | ---- | ---- |
| 165  | 156  | 162  | 159  | 151  | -    | -    | -    | -    | -    |